# 八雲町立八雲小学校
八雲町立八雲小学校（やくもちょうりつ やくもしょうがっこう）は、北海道二海郡八雲町住初町に所在する公立小学校。
2023年度（令和5年度）現在、児童数は約446名。

## 概要
1879年（明治12年）公立小学校の設立を許可され、「八雲小学校」として開校。校歌は、常盤井武備が作詞。今年で開校140周年。
校舎は2013年（平成25年）に建てられた、鉄筋コンクリート造３階建。体育館は2000年（平成12年）に建てられた。校舎は地元産の木材が多く使われており、玄関奥には大きな吹き抜けのホールや、太陽光発電ができるソーラーパネルが備わっている。
課外活動には、ブラスバンド部が設置されている。

## 学校沿革
- 1878年（明治11年）尾張徳川家第14代・第17代当主　徳川慶勝が開墾のため、移住の士は子弟を植松稔の塾に通学させた。これが本校のさきがけとなる。
- 1879年（明治12年）公立小学校の設立を許可され、同年7月26日に落成する。校名は「八雲学校」　後に「八雲小学校」となる。
- 1898年（明治31年）遊楽部小学校と合併し、校名を「八雲尋常小学校」に改名。
- 1899年（明治32年）修業年限2か年の高等科と合併し、校名を「八雲尋常高等小学校」に改名。
- 1922年（大正11年）児童数1000名を超える。
- 1930年（昭和5年）開校50周年、校歌を制定。
- 1941年（昭和16年）国民学校令により、校名を「八雲国民学校」と改め、初等科6年・高等科2年制となる。
- 1947年（昭和22年）学制改革により、校名を「八雲町立八雲小学校」と改める。
- 1960年（昭和35年）開校80周年、児童数は記録上最大の、1874名。体育館が改築される。
- 1965年（昭和40年）新校舎が建設される。西校舎3階建、東校舎2階建の、近代的なものとなった。
- 1979年（昭和54年）開校100周年。記念碑が建てられる。
- 1980年（昭和55年）東側玄関設置工事
- 2000年（平成12年）開校120周年。新体育館（現在の体育館）が建設される。
- 2001年（平成13年）東京都目黒区立八雲小学校とのインターネットによる交流授業が行われる。
- 2010年（平成22年）校舎の老朽化により、東校舎の使用禁止。教室配置の変更。
- 2012年（平成24年）校舎は建設からおよそ50年が経過していたため改築を検討。
- 2013年（平成25年）新校舎（現在の校舎）が完成。
- 2015年（平成27年）北海道日本ハムファイターズ　スマイルキャラバンが学校訪問。
- 2016年（平成28年）プロレスラー「アブドーラ小林」が、学校に訪問。

## 児童数
- 2023年度（令和5年度）
- 1学年　　65名
- 2学年　　69名
- 3学年　　66名
- 4学年　　73名
- 5学年　　75名
- 6学年　　77名
- 特別支援学級　23名　　　　　計446名

## 課外活動
- ブラスバンド部

## アクセス
- 八雲駅から徒歩10分